# Ischnura cruzi
Ischnura cruzi là một loài chuồn chuồn kim trong họ Coenagrionidae.
Ischnura cruzi được De Marmels miêu tả khoa học năm 1987.